# أفا علم
أفا علم (بالإنجليزية: Ava Alam)‏ هي مغنية بنغلاديشية وباكستانية، ولدت في 26 ديسمبر 1947 في ناحية مداربور في بنغلاديش، وتوفيت في 21 نوفمبر 1976.

## وصلات خارجية
- أفا علم على موقع ميوزك برينز (الإنجليزية)